# Micropternus brachyurus
A Micropternus brachyurus a madarak (Aves) osztályának harkályalakúak (Piciformes) rendjébe, ezen belül a harkályfélék (Picidae) családjába tartozó faj.

## Rendszertani besorolása
Manapság nemének az egyetlen faja. Korábban viszont a hasonlósága miatt, a dél-amerikai elterjedésű Celeus nembe volt besorolva. A modern DNS-vizsgálatok bebizonyították, hogy ez a madár nem áll közelebbi rokonságban a dél-amerikai madarakkal, és kiérdemel egy önálló madárnemet. Ugyanez a vizsgálat azt mutatja, hogy inkább a Meiglyptes- és talán a Hemicircus-fajokkal rokonítható.

## Előfordulása
A Micropternus brachyurus előfordulási területe a következő országokban található meg: India, Nepál, Bhután, Banglades, Mianmar, Dél-Kína, Thaiföld, Laosz, Kambodzsa, Vietnám, Malajzia, Szingapúr, Brunei és Indonézia (Szumátra, Borneó és Nyugat-Jáva). A Természetvédelmi Világszövetség (IUCN) szerint, nem fenyegetett faj.

## Alfajai
- Micropternus brachyurus annamensis
- Micropternus brachyurus badiosus
- Micropternus brachyurus badius
- Micropternus brachyurus brachyurus
- Micropternus brachyurus fokiensis
- Micropternus brachyurus holroydi
- Micropternus brachyurus humei
- Micropternus brachyurus jerdonii
- Micropternus brachyurus phaioceps
- Micropternus brachyurus williamsoni

## Megjelenése
Ez a madár, közepes termetű harkályfaj; rozsdás színű tollazattal. A fején, tollakból egy kis taréjt visel. A fekete csőre rövid, gyenge és kissé hajlított. A rozsdaszínű testén fekete mintázok láthatók. A szem tájékánál sötét sáv húzódik. A hím esetében, a szemnél vörös foltozás is látható.

## Szaporodása
Fészkét a Crematogaster nembéli hangyabolyokba készíti.

## Fordítás
- Ez a szócikk részben vagy egészben  a   Rufous woodpecker című angol Wikipédia-szócikk ezen változatának fordításán alapul.  Az eredeti cikk szerkesztőit annak laptörténete sorolja fel. Ez a jelzés csupán a megfogalmazás eredetét és a szerzői jogokat jelzi, nem szolgál a cikkben szereplő információk forrásmegjelöléseként.